# Dell Comics
Vous lisez un « bon article » labellisé en 2016.
Dell Comics est une filiale de la maison d'édition américaine Dell Publishing fondée en 1921 par George T. Delacorte, Jr. Dès 1929, Dell Publishing s'intéresse à l'édition de bandes dessinées mais il faut attendre 1936 pour qu'elle se lance vraiment sur ce marché en expansion lorsqu'elle publie Popular Comics. À la fin des années 1930, la maison d'édition s'associe à la Western Publishing et à Walt Disney Productions pour publier des adaptations et des histoires originales mettant en scène les personnages Disney. Elle devient alors un éditeur important. D'autres héros de dessins animés sont par la suite aussi adaptés en comics tout comme plusieurs films ou séries télévisées. Jusque dans les années 1950, Dell Comics est le premier éditeur de comics avec des titres se vendant à plusieurs millions d'exemplaires comme Walt Disney's Comics and Stories (plus de 3 millions pour chaque numéro en 1953).
Si l'instauration du Comics Code, organisme d'autocensure des éditeurs de comics ou la disparition de la société de distribution American News Company ne la touche pas, en revanche elle subit une érosion continue des ventes dans la deuxième partie des années 1950. Celle-ci est amplifiée par la décision d'augmenter le prix des comics de 10 à 15 cents qui met à mal la santé de l'entreprise. En 1962, Dell connaît une grave crise puisque la Western Publishing propriétaire des droits d'adaptation des séries publiées décide de rompre le contrat la liant à Dell. Dell tente de se maintenir en achetant des droits sur des nouvelles séries et en lançant des séries originales mais cela ne suffit pas pour garder ses lecteurs. Incapable de retrouver la dynamique d'antan, Dell devient un éditeur secondaire. En 1973, Dell Publishing décide de fermer cette division.
Dell Comics a publié des comics dans différents genres mais c'est surtout ses adaptations qui lui ont valu d'être le plus important éditeur pendant l'âge d'or et l'âge d'argent des comics. Grâce à son comic book vedette Four Color, des centaines de personnages ont été testés avant d'avoir leur propre comics. Par ailleurs, c'est dans des comics publiés par Dell que sont apparus des personnages tels qu’Oncle Picsou ou Pogo de Walt Kelly. À côté de ces adaptations d'animaux anthropomorphiques, Dell a aussi connu le succès grâce à ses adaptations de série télévisée de western mais aussi grâce à celles de personnages comme Tarzan.

## Histoire

### Origine
En 1921, George T. Delacorte, Jr., un avocat qui a décidé d'abandonner son métier pour se lancer dans l'édition, fonde Corte Publishing Company, Inc. une société d'édition de pulps, des magazines dont la qualité d'édition est très mauvaise mais dont le prix de vente est très bas puisqu'ils coûtent généralement 10 cents. En 1929, la société est renommée en Dell Publishing et Delacorte décide de lancer un nouveau magazine nommé The Funnies qui est le premier hebdomadaire américain à proposer uniquement des bandes dessinées. Pour ce faire il signe un contrat avec Eastern Color Printing qui depuis 1924 s'occupe de la mise en couleur de bandes dessinées publiées dans les journaux. Le 16 janvier 1929 paraît donc le premier numéro de The Funnies, constitué uniquement de séries inédites, au prix de 10 cents. À ce prix, le journal n'est pas rentable et dès le troisième numéro son prix passe à 30 cents. Le magazine revient à 10 cents à partir du numéro 22, prix qu'il garde jusqu'à son dernier numéro, le 36, publié le 16 octobre 1930. Comme ce magazine a un format tabloïd, il n'est pas considéré comme le premier comic book mais seulement comme l'un des précurseurs du genre.
En 1933, le propriétaire de Eastern Color, se tourne vers Dell Publishing pour tenter une nouvelle expérience dans l'édition de bande dessinée. Après le succès de premiers comics gratuits, intitulés Funnies on Parade et A Century of Comics, et qui servaient de cadeau publicitaire, Eastern a l'intention de se lancer dans l'édition de comics mais a besoin d'une assise financière que peut lui procurer Dell Publishing. Convaincu par l'idée, Delacorte s'associe donc avec Eastern et en mai 1934 est publié Famous Funnies (avec une date de couverture marquant juillet 1934) qui n'est pas vendu dans des magasins de journaux mais par des enseignes de grande distribution comme Woolworth's au prix de 10 cents. 35 000 exemplaires d'un premier essai sont édités et en un mois ils sont tous vendus. Cependant, cela ne convainc pas Delacorte qui préfère se retirer de l'aventure et laisse  Eastern Color publier Famous Funnies, série 2, à partir de mai 1934.

### Premiers comics

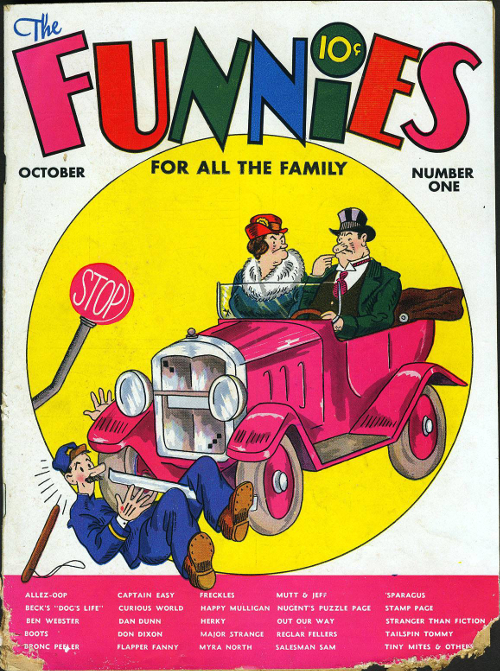
Couverture du premier numéro de The Funnies, octobre 1936

En février 1936, Dell change de politique et lance son premier véritable comic book intitulé Popular Comics distribué par American News Company. Comme les autres comics de l'époque, le contenu est constitué de réimpressions de comic strips tels que Dick Tracy de Chester Gould ou Gasoline Alley de Frank King. Suivent une nouvelle version de  The Funnies, cette fois-ci au format comic book et en 1937 The Comics. Ces trois comics sont préparés par Max Gaines, souvent considéré comme l'inventeur du  comic book.
En 1938, Dell s'associe avec la société d'édition Western Publishing pour éditer des ouvrages pour la jeunesse dont les personnages sont des créations de Disney. Ce partenariat à trois se développe pour la publication de comics dans lesquels les personnages Disney font des apparitions récurrentes. Le principe du partenariat est le suivant : Dell s'occupe du financement, Western de l'aspect créatif et de l'impression et c'est la Western qui possède les droits d'éditions. Cependant, cet accord n'est formalisé que le 29 novembre 1944. Le document signé à cette date confirme la relation commerciale entre les deux entreprises existant depuis plusieurs années mais qui avait été conclu seulement par une poignée de main. Ainsi en 1939, Dell lance un nouveau comics intitulé Four Color qui se distingue énormément des autres comics publiés à l'époque. En effet, ce n'est pas une anthologie et chaque numéro est consacré à un seul personnage qui est censé attirer le lecteur plus que le comics même. Le titre Four Color apparaît d'ailleurs très rarement sur la couverture. Les personnages changent souvent d'un numéro à l'autre et le rythme de parution est important puisque plusieurs comics sortent souvent le même mois alors que les autres éditeurs préfèrent un rythme bimestriel voire mensuel pour les créations importantes comme Superman. Ainsi, le comics compte au total 1 354 numéros. Par ailleurs, Four Color permet de voir si des personnages sont assez populaires pour avoir leurs propres comics. Le succès de cette formule est tel qu'elle permet à Dell de se passer de publicités pendant plus de dix ans.

### L'après-guerre

#### Période du succès
Dell devient alors l'éditeur le plus important de l'époque et ses comics représentent un tiers des ventes totales. En 1954, Dell vend plus de 300 millions de comics, tous titres confondus, dont certains sont vendus chaque mois à environ un million d'exemplaires. Aucun de ces comics ne raconte les aventures de super-héros ni ne suit la mode des histoires horrifiques ou criminelles. Au contraire, Dell vise un lectorat enfantin et reprend des personnages de dessins animés issus des univers Disney (dans Walt Disney's Comics and Stories), de la Warner Bros. ou de Walter Lantz. Dans ces comics sont publiées les aventures de Donald Duck et de sa famille. Donald est, pour la première fois, le héros d'une aventure en octobre 1942. Celle-ci est publiée dans le no 9 de Four Color dessinée par Carl Barks, qui signe là son premier comics mettant en scène un personnage de la famille Duck. En octobre 1947, Barks présente dans le no 178 de Four Color la première aventure dans laquelle se trouve Oncle Picsou. La famille Duck n'est pas la seule à être utilisée dans des comics animaliers de Dell puisque si Mickey est bien sûr présent on retrouve aussi d'autres personnages tels que Dumbo ou P'tit Loup. En dehors des créations de Walt Disney, celles de Walter Lantz comme Andy Panda ou Woody Woodpecker, ou celles de la Warner Bros. (Bugs Bunny, Daffy Duck, etc.) sont aussi adaptées sans cependant atteindre la qualité des productions de Disney. Dell connaît aussi le succès grâce à ses adaptations de films puis de séries télévisées. La première adaptation d'une émission de télévision date de la fin de 1949 et présente les aventures de la marionnette Howdy Doody.
Les comics de Dell sont alors ceux qui ont le plus de succès, bien loin devant ceux de DC Comics, Timely ou Fawcett Comics. Ainsi, Walt Disney's Comics and Stories qui est le titre héritier de Mickey Mouse Magazine, existant depuis 1933, se vend constamment à plus de 3 millions d'exemplaires durant l'année 1953.  Dell vend tellement durant ces années qu'en juin 1954, Walt Disney achète symboliquement le 2,5 milliardième comics imprimé par la société et en 1955, plus de la moitié des comics publiés aux États-Unis sont édités par Dell.

#### Le sous comité sénatorial sur la délinquance juvénile
Les comics, malgré leur succès, ont très tôt été critiqués par des associations de parents et après-guerre la lutte contre la supposée immoralité des comics s'intensifie. Dans ces années 1950 les bandes-dessinées sont accusées de plusieurs maux dont celui de favoriser la délinquance, et les séries d'horreur, comme celles d'EC Comics ou les policières, comme celles de Lev Gleason Publications sont particulièrement visées. Pour juger de cette question l'État fédéral décide d'enquêter et met en place, en 1953, un sous-comité sénatorial sur la délinquance juvénile. De nombreuses personnes sont interrogées d'avril à juin 1954 dont Helen Meyer, vice-présidente de Dell Comics. Celle-ci récuse toutes les accusations en expliquant que tous les comics ne sont pas semblables et que les comics publiés par Dell ne ressemblent en rien aux comics d'horreur et aux comics policiers qui sont ceux condamnés par les associations de parents. Dell ne diffuse que des comics pour enfants et les personnages sous licence ne peuvent être utilisés d'une façon qui nuirait à leurs propriétaires. Helen Meyer met en valeur les comics de Dell, condamne ceux d'autres éditeurs mais refuse la participation de Dell à l'organisme d'autocensure de l'industrie des comics mis en place avant que le sous-comité ne rende ses conclusions. En effet, accepter de participer à cela signifierait que tous les comics, dont ceux de Dell, sont semblables et portent les mêmes valeurs. Les comics Dell, au lieu de porter le sceau du Comics Code, contiennent sur la deuxième de couverture un texte expliquant que les comics de Dell ne peuvent être néfastes pour leurs enfants. Sur la couverture est reprise une phrase prononcée par Helen Meyer devant le sous- comité : « Dell Comics are good comics »,. L'absence du sceau du comics code ne gêne en rien la diffusion des comics et American News Company continue à les distribuer. Dell réussit donc à ne pas subir la crise que connaît l'industrie des comics lors de l'instauration du Comics Code et des nombreuses faillites d'éditeurs dont l'horreur ou le policier était le fonds de commerce. Ces disparitions de maison d'édition entraînent celles de plusieurs distributeurs, ce qui amène une concentration dans ce secteur. Lorsque American News Company, qui était en situation de monopole dans ce domaine, est obligée de cesser aussi ses activités en août 1955, de nombreuses maisons d'éditions doivent trouver en urgence un remplaçant et certaines ne parviennent pas à surmonter cette nouvelle crise. Dell préfère alors créer sa propre société de distribution pour ses comics et éviter ainsi les difficultés.

#### Déclin et fin
Si le début des années 1950 est une période faste pour Dell, cela ne dure pas et les ventes baissent progressivement. Ainsi Walt Disney's Comics and Stories voit ses ventes divisées par deux entre le début des années 1950 et celui des années 1960. Pour pallier la baisse de revenu, Dell envisage d'augmenter le prix de ces comics et en février 1959, se trouve inscrit sur ses couvertures Still 10 ¢  signifiant ainsi la prochaine augmentation du prix. Depuis l'apparition des comic books en 1934 et le premier numéro de Famous Funnies les comics ont toujours coûté 10 cents même lors des périodes de forte inflation comme après la seconde guerre mondiale. Cependant, comme Dell publie des séries dont les droits appartiennent à d'autres sociétés, elle doit payer des droits d'auteur qui sont de plus en plus importants alors que les recettes, bien que très élevées, stagnent. Cet avertissement reste toutefois près de deux ans avant de se concrétiser. C'est au début de 1961, que le prix des comics de Dell passe à 15 cents, mais cette décision, qui devait permettre d'augmenter les recettes, précipite en fait le déclin, puisque les enfants se détournent des comics Dell, ce qui entraîne une forte diminution du bénéfice qui est divisé par 4. Walt Disney's Comics and Stories en 1961 n'est plus vendu qu'à 500 000 exemplaires. Le désintérêt des Américains pour le western est ensuite un nouveau souci pour l'éditeur. Cette situation difficile persistante se résout en 1962 par une crise qui se manifeste de plusieurs façons. Tout d'abord, le comics Four Color, étendard de l'éditeur, cesse d'être publié car, après avoir atteint des chiffres records de circulation, il n'est plus que l'ombre de lui-même. Cela n'est rien au regard de la décision de la Western Publishing qui rompt l'accord qui la lie à Dell et préfère lancer sa propre maison d'édition de comics nommée Gold Key Comics.
Comme c'était la Western qui engageait les auteurs des comics et que c'était elle qui détenait les droits de toutes les adaptations, que ce soit des personnages de romans, de comic strips, de films ou de séries télévisées, Dell doit, malgré sa longue histoire à succès, mettre en place tout ce qui est nécessaire à une maison d'édition pour exister comme si elle venait d'être créée. Durant cette période, Dell continue de publier des comics inspirés de séries télévisées comme Mission impossible ou Alvin et les Chipmunks mais elle lance aussi des comics d'aventure (Kona, Monarch of Monster Isle par exemple) ou des séries fantastiques ou d'horreur (Dracula, Frankenstein, qui sont tous deux des échecs, mais aussi Ghost stories) ce qui était inimaginable au temps de la grandeur de Dell. Ces nouveautés ont souvent du mal à s'imposer d'autant que Dell Comics est délaissé par sa maison mère. En effet Dell Publishing est aussi confrontée à une transformation des habitudes de lecture des Américains et doit changer sa politique éditoriale. Les lecteurs se tournent de plus en plus vers les romans souples et si ce nouveau marché est très prometteur, il requiert de la part de l'éditeur toute son attention et tous ses moyens afin de ne pas être supplanté par les autres. Dell Comics devient donc un élément mineur, délaissé de l'ensemble Dell Publishing. Toutes ces difficultés ajoutées aux évolutions du lectorat de comics grand public qui préfère de plus en plus les histoires de super-héros empêchent Dell comics de se rétablir comme aux temps de sa grandeur et peu à peu sa production diminue, devient irrégulière et finalement s'arrête en 1973.

## Politique éditoriale
Dell Comics des origines à 1962, date de sa séparation avec Western Publishing, se caractérise par un esprit d'innovation et par une conception des comics comme devant s'adresser seulement aux plus jeunes. Delacorte a été l'un des premiers à éditer des magazines uniquement consacrés à la bande dessinée. Même si The Funnies n'est pas à l'origine d'un nouveau genre de magazine et disparaît après moins de deux ans, il montre le désir de l'éditeur d'expérimenter des formats d'ouvrages originaux. De plus, cet échec ne provoque pas de désintérêt de Delacorte pour le medium bande dessinée. Il se lance dans l'aventure lorsque Eastern Color lui propose un partenariat dans l'aventure des premiers comic books. Par la suite, Dell innove encore en travaillant avec Western Publishing et Disney
pour éditer des comics animaliers. Ce premier contrat ouvre la voie à d'autres accords et cela permet à Dell de toucher ce qui est son public de prédilection, les enfants. En agissant ainsi, Dell rejette tous les genres de comics qui s'adressent aux plus âgés. Ceux-ci sont plus ou moins clairement montrés du doigt comme étant des « mauvais comics ». Après la création du Comics Code auquel Dell refuse de participer, un message est inscrit sur les couvertures des comics : « Dell Comics are good comics ». En insistant sur l’innocuité de leurs comics, les responsables de Dell s'assurent une respectabilité auprès des parents et gardent leur lectorat. En revanche, cela empêche de considérer les comics comme autre chose qu'un divertissement enfantin. Le potentiel de la bande dessinée est ignoré au profit d'un style d'écriture incapable de proposer des œuvres complexes. Par ailleurs, à cela s'ajoute un texte moralisateur incarné par l'auteur Gaylord DuBois qui explique que tous ses récits servent à diffuser les valeurs des temps passés dont l'origine est le message chrétien.
Dell Comics fonctionne d'une façon très hiérarchisée car les scénaristes sont contrôlés par le responsable éditorial qui lui-même apporte les textes à Helen Meyer, directrice de la société. C'est elle qui a le dernier mot sur ce qui est publié et sur les comics en préparation. Le responsable éditorial a cependant aussi un rôle important car il valide l'idée de départ du scénariste puis lit le scénario complet avant de l'accepter. S'il trouve que celui-ci n'est pas valable, il peut être amené à réécrire le scénario à partir de l'idée originale. C'est ce que fait parfois Don Arneson, responsable éditorial de Dell de 1962 à 1973. Un autre service éditorial, la direction artistique, est spécifiquement chargé des couvertures des comics. C'est aussi le responsable éditorial qui fait le premier tri dans les propositions d'adaptations de films ou de séries. En effet, les comics Dell sont si populaires que l'éditeur n'a pas à demander les droits. Les producteurs envoient les scénarios ou convient Helen Meyer et le responsable éditorial à des prévisionnements en espérant que Dell accepte de prendre les droits. Les comics sont alors plutôt vus comme un objet publicitaire qui sert à attirer les spectateurs devant les écrans. Encore une fois, Helen Meyer a le dernier mot et les studios ne cherchent jamais à influencer le travail fourni par Dell.

## Séries publiées

### Comics animaliers

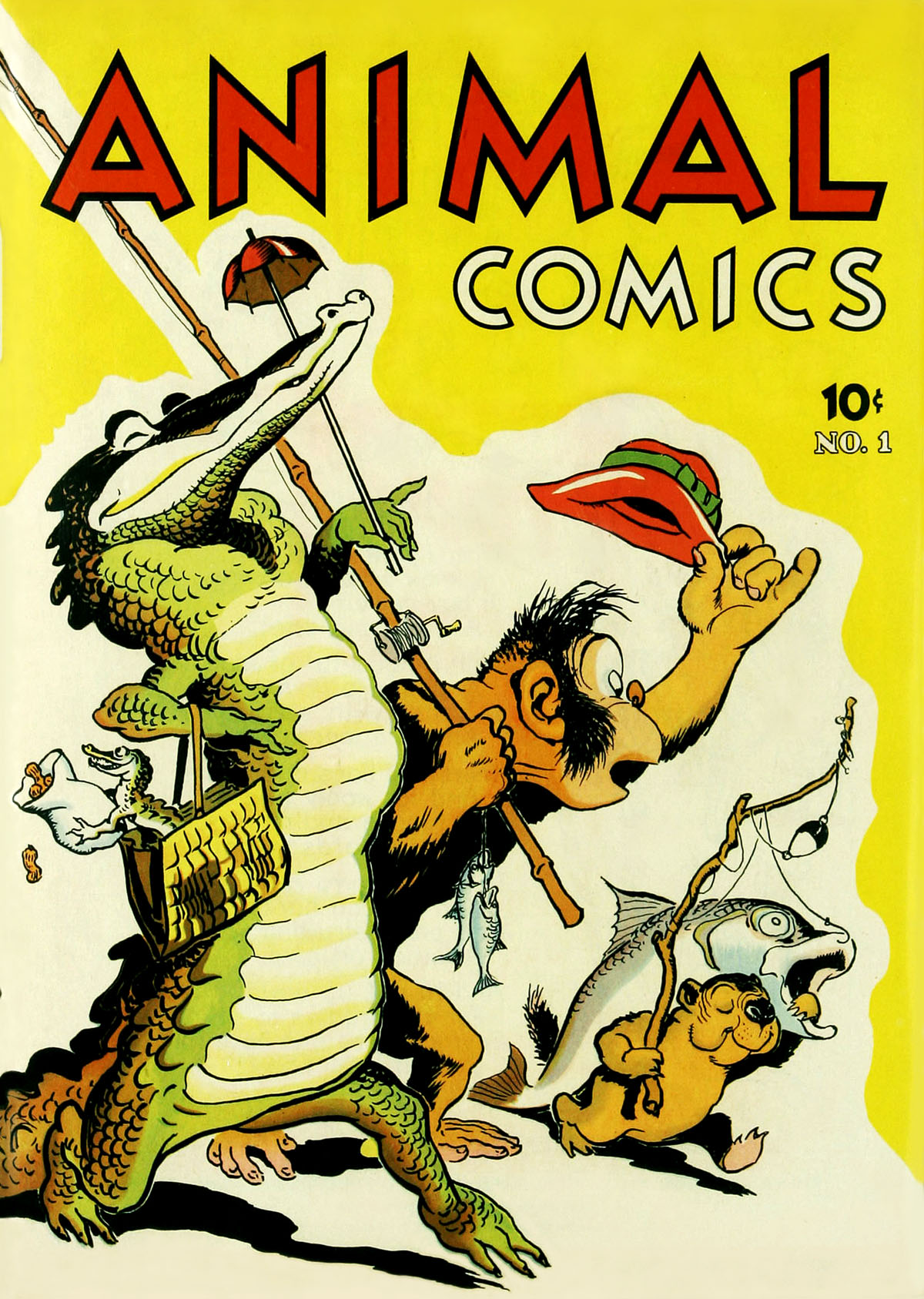
Couverture du premier numéro d'Animal Comics en 1942

Les premières histoires, mettant en scène les personnages de Disney, sont publiées dans Four Color dès 1940 et sont au début des réimpressions des comic strips Mickey Mouse dessinés par Floyd Gottfredson et Silly Simphony, dont le personnage principal est Donald Duck dessiné par Al Taliaferro. Le succès de ces rééditions amène Dell à produire un comics, comprenant des récits originaux, intitulé Walt Disney's Comics and Stories. Le dessinateur attitré de cette série est Carl Barks, qui se consacre aux aventures de la famille Duck, et introduit le personnage d'Oncle Picsou dans le numéro 178 en 1947. Oncle Picsou reçoit en décembre 1953 son propre comics intitulé Uncle Scrooge. Comme il est déjà apparu dans trois numéros de Four Color (386, 456 et 495), le premier Uncle Scrooge porte le numéro 4. Ce comics est publié par Dell jusqu'en 1962 et connaît 39 numéros. Par la suite, il est publié par Gold Key qui reprend la numérotation avec le 41. Tic et Tac ont droit aussi à leur comics intitulé Chip'n'Dale de décembre 1955 à juin 1962 (27 numéros).
Looney Tunes and Merrie Melodies est le comics consacré aux personnages des studios Schlesinger comme Porky Pig et Bugs Bunny. À partir du numéro 166, la série est renommée en Looney Tunes. La série commence en 1941, mais ces premiers numéros sont assez éloignés des dessins animés car les dessinateurs du comics retravaillent l'aspect des personnages sans que quiconque au studio Schlesinger s'en soucie. De plus, alors que Bugs Bunny est le personnage le plus important dans les dessins animés et que Daffy Duck est souvent présent, dans les comics c'est Porky Pig qui est le personnage principal et Daffy Duck est quasiment inexistant,. D'autres comics sont consacrés à un personnage en particulier : Bugs Bunny de décembre 1952 à juillet 1962 (58 numéros) ou encore Daffy 14 numéros de janvier 1956 à avril 1959 renommé en Daffy Duck de juillet 1959 à juillet 1962 (13 numéros).
Animal Comics est lancée en 1941 et contient uniquement des séries originales et non des adaptations de dessins animés ou des reprises de comic strips. Parmi les histoires publiées, se trouve la série Pogo de Walt Kelly qui est présente dès le premier numéro. Pogo n'est pas encore le personnage central du récit, qui met en avant Albert l'alligator, et son apparence est très loin de celle qu'il aura lorsqu'il deviendra un personnage à succès. Animal Comics connaît 30 numéros et est arrêté en 1948. Il faut attendre 1949 et son apparition dans un strip quotidien pour que Pogo Possum gagne aussi un comic book qui lui est consacré et dont la parution cesse en 1954 après 16 numéros.
New Funnies est un comics dont les personnages proviennent du studio de dessin animé Walter Lantz Productions comme Andy Panda, Oswald le lapin chanceux et surtout Woody Woodpecker qui y apparaît en 1942. Après quelques apparitions en 1947 dans Four Color, Woody Woodpecker gagne en 1952 son propre comics homonyme qui dure jusqu'en 1984, d'abord publié par Dell puis à partir de 1962 par Gold Key.
Alvin et les Chipmunks, le dessin animé, créé en 1958, est adapté une première fois par Dell en 1959 dans le numéro 1042 de Four Color, mais cet essai n'aboutit pas et ne donne pas naissance à une série. Il faut attendre décembre 1962, après la fin de l'accord avec Western Publishing, pour que Dell lance un comics consacré aux personnages qui est publié jusqu'en octobre 1973.
Felix le Chat est adapté en comic book à partir de 1948. Après 19 numéros, Dell cesse de publier ses aventures et il est repris par Toby Press. En 1962, Dell signe de nouveau un accord pour exploiter le personnage dans son comics, cette fois sans que ce soit Western Publishing qui gère les droits. Cependant, cette reprise est de courte durée et le comics est arrêté après 12 numéros.

### Humour
En 1945, Dell publie le premier numéro de Marge's Little Lulu inspiré du comic strip Little Lulu créé en 1935 par Marjorie Henderson Buell. Ces histoires humoristiques d'une petite fille sont un succès et le comics est publié jusqu'en 1962 par Dell puis jusqu'en 1984 par Gold Key. Cependant, l'auteure originale n'effectue aucun travail pour cette adaptation. Les scénarios sont de John Stanley qui prépare aussi les crayonnés repris ensuite par Irving Tripp.

### Western
L'autre genre à succès que publie Dell est le western. Les premières histoires de ce genre sont, dans un premier temps, souvent des adaptations de films, comme celles qui se retrouvent dans Roy Rogers Comics mais dans les années 1950, les feuilletons télévisés prennent la relève. Gunsmoke est adapté à partir de 1956, avant même que cette série soit celle qui a les meilleurs scores d'audience. Suivront Maverick en 1958 et Bat Masterson et Rawhide en 1959.
The Lone Ranger est un héros apparu d'abord dans un feuilleton radiophonique, au début des années 1930. Il est ensuite adapté en comic strip et en série télévisée. Dell publie les aventures de ce cow-boy masqué dans sept numéros de Four Color, entre 1945 et 1947, puis dans sa propre série à partir de 1948. Les 37 premiers numéros, comme ceux de Four Color, sont des rééditions des strips et c'est seulement à partir du numéro 38 que le comics est constitué d'aventures inédites écrites généralement par Paul S. Newman. Le comics, dont le dernier numéro est le 145, est publié jusqu'en 1962 alors que la série télévisée était terminée depuis 1957.
Lobo créé en décembre 1965 par Don Arneson au scénario et Tony Tallarico au dessin est remarquable car il est le premier comics grand public dont le héros est noir. L'histoire de ce cow-boy cherchant à prouver son innocence d'un crime qu'il n'a pas commis et qui traverse l'ouest en défendant les plus faibles contre les criminels n'est pas originale. Cependant, ce n'est pas pour cette raison que la série ne connaît que deux épisodes. En effet, 90 % des exemplaires du premier numéro sont retournés comme invendus à Dell mais sans même avoir été sortis des cartons. Les distributeurs voyant un héros noir sur la couverture n'avaient même pas voulu présenter le titre.

### Guerre
Au printemps 1940, Dell est le premier éditeur à proposer un comics, intitulé War Comics, dont l'unique thème est la guerre. Il est composé de bandes dessinées inspirées de faits historiques ou totalement inventées. Alden McWilliams, artiste reconnu pour son attention à la véracité des armes représentées, travaille sur les récits historiques. Les États-Unis ne sont pas encore en guerre et la série est un échec ne connaissant que 8 numéros. Cependant après 1941, Dell Comics lance deux nouvelles séries de guerre,
War Heroes et War Stories. D'autres séries sont publiées ultérieurement comme Combat d'octobre 1961 à octobre 1973, l'un des derniers comics encore publiés par Dell et dont Sam Glanzman est le dessinateur principal. On trouve aussi les titres Jungle War Stories, l'un des premiers comics à aborder la guerre du Viet-Nam, publié à partir de juillet 1962 et renommé, après 11 numéros, Guerilla War pour encore 4 numéros, Air War Stories, un trimestriel qui connaît 8 numéros à partir de 1964,World War Stories 3 numéros en 1965 et Tales of the Green Beret (5 numéros à partir de 1967) inspiré par le comic strip éponyme et dessiné par Sam Glanzman.

### Aventures
Zorro : En 1949, Dell propose une adaptation des aventures de Zorro dans Four Color (numéro 228). De nouvelles histoires paraissent dans le numéro 425 d'octobre 1952 puis dans le 497 de septembre 1953, 538 et 574 en 1954, 616 en 1955 et 732 en 1956. Ces premières aventures sont des adaptations ou sont inspirées par les romans originaux de Johnston McCulley ; mais à partir de 1958 une nouvelle série commence, reprenant le personnage tel qu'il est dépeint dans la série télévisée produite par Walt Disney. Cette version de Zorro apparaît dans plusieurs numéros de Four Color (882, 920, 933, 960, 976, 1003 et 1037). Les couvertures sont des photos tirées de la série. En décembre 1959, le personnage gagne son propre comics dont la numérotation commence à 8. La série cesse d'être publiée en septembre 1961 avec le numéro 15. Plusieurs artistes ont dessiné les aventures de Zorro, mais le plus important reste Alex Toth, qui s'est occupé des épisodes reprenant la série télévisée, publiés dans Four Color (sauf le numéro 1037), ainsi que du numéro 12 de la série. Les autres artistes sont Warren Tufts (4 épisodes), Mel Keefer (2 épisodes) et John Ushler (2 épisodes),.
Tarzan : En 1947, Dell publie deux aventures de Tarzan dans Four Color (numéros 134 et 161), et dès janvier 1948 elle lance un comics consacré au héros simplement appelé Tarzan. Le comics est publié sans interruption jusqu'au numéro 131 daté de juillet 1962. Après cette date, Gold Key reprend la série en suivant la numérotation. L'intégralité de la série est écrite par Gaylord DuBois et dessinée par Jesse Marsh. Tarzan apparaît dans d'autres comics publiés par Dell dans la collection  Dell Giants and March of Comics, qui était distribuée comme cadeau publicitaire par des entreprises. Les couvertures, bien qu'elles soient parfois des dessins ou des œuvres peintes, sont souvent des photos d'acteur interprétant le rôle de Tarzan au cinéma comme Lex Barker ou Gordon Scott,.
Kona, Monarch of Monster Isle est créé en 1961 par Don Segall au scénario et Sam Glanzman au dessin et paraît pour la première fois dans le numéro 1256 de Four Color. L'histoire est celle d'une famille qui échoue sur une île inconnue où survivent des dinosaures et des hommes préhistoriques dont Kona. Durant les 10 premiers numéros, la famille et Kona restent sur l'île mais  dans le dixième la famille parvient à quitter l'île. À partir du onzième numéro, écrit comme les suivants par Paul S. Newman, Kona est emmené hors de l'île et combat toutes sortes de monstres, mais cette fois dans différentes parties du monde. La série s'arrête au numéro 21 et elle est l'un des rares succès de Dell après 1962.

### Fantastique et horreur
Après 1962, Dell essaie quelques titres fantastiques comme Dracula, dont la production erratique ne connaît que 4 numéros : le premier en 1962, et les trois autres en 1966. Frankenstein est aussi adapté en comics par Dell, mais il n'a pas plus de succès et ne connaît aussi que 4 numéros. Dans la même veine, mais plus original, Dell publie Ghost Stories dans lequel les récits fantastiques tournent parfois à l'horreur. Après 20 numéros originaux, dessinés principalement par Frank Springer, le comics est constitué de rééditions, et seul le numéro 35 déroge à cela en proposant des histoires originales. Les deux numéros suivants, qui sont aussi les derniers, sont cependant de nouveau des rééditions.